# Национални археолошки музеј у Напуљу
Национални археолошки музеј у Напуљу (итал. Museo Archeologico Nazionale di Napoli) је државни италијански археолошки музеј у Напуљу, у јужној Италији. У њему је изложена једна од најбогатијих колекција грчких и римских уметничких предмета на свету. Првобитна збирка овог музеја настала је од збирке породице Фарнезе и од колекције предмета нађених у Помпеји.
Музеј се налази у „Палати просвете” (итал. Palazzo degli Studi), једној од највећих палата у историјском центру Напуља. Површина изложбеног простора је 12.650 м².
У музеју се чувају и излажу:
- Хеленистичке и староримске мермерне скулптуре из збирке породице Фарнезе
- Бронзане скулптуре из Виле папируса у Херкуланеуму
- Мозаици и фреске из Помпеје и околине
- Предмети од сребра, керамичке вазе, предмети од стакла и драгоценог камена
- Староегипатска колекција (2500 предмета)
- Тајни кабинет (предмети са еротском тематиком из Помпеје и Херкуланеума)

## Галерија
- „Одисеј (десно) и Диомед, краду коње тракијског краља Реса”. Црвенофигурна ваза из Апулије, из око 360. године п. н. е.
- Римски мозаик морске фауне из око 100. године п. н. е.
- Детаљ „Александровог мозаика” из око 100. године п. н. е.
- „Чаша Фарнезе” (итал. Tazza Farnese) је римска камеја са краја II или из I века п. н. е.
- „Афродита калипиргос”, реконструкција скулптуре из II или I века п. н. е.
- „Портрет Теренција Неа и његове жене”, фреска из Помпеја, насликана 20-30. године
- „Сципион Афрички”, бронзана биста из Виле папируса у Херкуланеуму
- Микеланђелова реконструкција мермерног „Бика Фарнезе” (оригинал из III века)